# Eulophia falcatiloba
Eulophia falcatiloba är en orkidéart som beskrevs av Dariusz Lucjan Szlachetko och Tomasz Sebastian Olszewski. Eulophia falcatiloba ingår i släktet Eulophia och familjen orkidéer. Inga underarter finns listade i Catalogue of Life.